# 橢圓前鰈
橢圓前鰈，為輻鰭魚綱鰈形目鰈亞目菱鰈科的其中一種，分布於澳洲南部海域，棲息深度40-80公尺，體長可達23公分，為底棲性魚類，生活砂泥底質的大陸棚，屬肉食性，生活習性不明。

## 擴展閱讀
維基物種上的相關：橢圓前鰈